# Herzog von Híjar

Wappen des Juan Fernández de Híjar (* 1419; † nach 1493), 1. Duque de Híjar

Herzog von Híjar ist ein spanischer Adelstitel, der 1483 von König Ferdinand II. von Aragón Juan Fernández de Híjar, Señor de la baronía de Híjar, verliehen. Im Jahr 1599 wurde er für Juan Francisco de Híjar, Conde de Belchite, bestätigt, nachdem der Titel zwei Generationen lang nicht geführt wurde. 1718 wurde der 7. Herzog von Hijar zum Grande von Spanien ernannt.
Die bekannteste Herzogin war María del Rosario Cayetana FitzJames Stuart y Silva (1926–2014), 18. Duquesa de Alba de Tormes, 18. Duquesa de Híjar.

## Herren von Híjar
- Pedro Fernándéz († 1297), Herr von Híjar, unehelicher Sohn von König Jaime I. von Aragón; ⚭ NN, Marquesa de Navarra, uneheliche Tochter von König Theobald II. von Navarra
- Pedro Fernández de Híjar († nach 1323), dessen Sohn, Herr von Híjar; ⚭ I Maria Fernández de Luna; ⚭ II Sibilla de Anglesola
- Alfonso Fernández de Híjar († nach 1328), dessen Sohn aus zweiter Ehe, Herr von Híjar; ⚭ Teresa de Alagón
- Pedro Fernández de Híjar († nach 1384), dessen Sohn, Herr von Híjar; ⚭ I Violante Cornell; ⚭ II Isabel de Castro; ⚭ III Isabel de Mesía
- Alfonso Fernández de Híjar († 1400), dessen Sohn aus dritter Ehe, Herr von Híjar; ⚭ Toda de Centelles, Tochter von Gilebert VI.
- Juan Fernández de Híjar (1384-nach 1454); dessen Sohn, 6. Señor de Híjar, 1. Señor de Lécera; ⚭ I María de Luna, Nichte des Gegenpapstes Benedikt XIII.; ⚭ II Timbor de Cabrera, Tochter von Bernardo de Cabrera, 1. Conde de Módica

## Herzog von Hijar
- Juan Fernández de Híjar (* 1419; † nach 1493), dessen Sohn, 7. Señor de Híjar, 1483 1. Duque de Híjar, 1487 1. Duque de Aliaga, 1493 1. Duque de Lécera; ⚭ Catalina de Beaumont, Tochter von Carlos de Beaumont y Navarra (Haus Frankreich-Évreux)
- Luis Fernández de Híjar († 1517), dessen Sohn, 1. Conde de Belchite, 2. Duque de Híjar, 2. Duque de Aliaga, 2. Duque de Lécera; ⚭ Guiomar Enríquez, Tochter von Enrique Enríquez, 1. Conde de Alba de Liste
  - Juan Fernández de Híjar, dessen Sohn, 2. Conde de Belchite
  - Luis Fernández de Híjar (1517–1554), dessen Sohn, 9. Señor de Híjar, 3. Conde de Belchite, 3. Conde-Duque de Aliaga
- Juan Francisco Luis Fernández de Híjar († 1614), dessen Sohn, 4. Conde de Belchite, 1599 3. Duque de Híjar, Duque de Lécera, Duque de Aliaga; ⚭ I Ana de la Cerda y Mendoza, 2. Condesa de Galve, Tochter von Baltasar de la Cerda y Mendoza, 1. Conde de Galve; ⚭ II Francisca de Castro-Pinós, 3. Condesa de Vallfogona, Schwester von Miguel de Castro-Pinós y Zurita, 1. Conde de Vallfogona
- Isabel Margarita Fernández de Híjar y Castro-Pinós, dessen Tochter, 4. Duquesa de Híjar, Duquesa de Lécera, Duquesa de Aliaga; ⚭ Rodrigo Sarmiento de Silva Villandrado, 8. Conde de Salinas, 8. Conde de Ribadeo, Duque y Señor de Híjar,
- Jaime Francisco Victor Sarmiento de Silva (1625–1700), deren Sohn, 5. Duque de Híjar, 5. Duque de Aliaga, 5. Duque de Lécera; ⚭ Ana Enríquez de Almansa, Tochter von Juan Enríquez de Borja y Almansa, 7. Marqués de Alcañices; ⚭ II Mariana Pignatelli d’Aragona († 1681), Tochter von Ettore IV. Pignatelli, 4. Principe di Noia, 6. Marchese di Cerchiari, 6. Duca di Monteleone; ⚭ III Antonia Pimentel y Benavides, Tochter von Antonio Alonso Pimentel de Herrera Zúñiga, 11. Conde y 8. Duque de Benavente
- Juana Petronela de Silva y Aragón (1666–1710), dessen Tochter, 6. Duquesa de Híjar, 6. Duquesa de Aliaga, 6. Duquesa de Lécera; ⚭ I Fadrique de Silva Portugal Mendoza y Carvajal, 3. Marqués de Orani; ⚭ II Ferdinando Pignatelli, 3. Principe di Montecorvino, Duca di San Mauro
- Isidoro Fadrique Fernández de Híjar Portugal y Silva (1690–1749), deren Sohn, 7. Duque de Híjar, 7. Duque de Lécera; ⚭ Luisa de Moncada y Benavides, Tochter von Guillén Ramón VII. de Moncada y Portocarrero, 6. Marqués de Aitona; ⚭ II Prudenciana Portocarrero y Villalpando, Tochter von Cristóbal Portocarrero Osorio Luna y Guzmán, 4. Conde del Montijo
- Joaquín Diego de Silva y Moncada († 1758), dessen Sohn, 8. Duque de Híjar, 8. Duque de Lécera, Conde-Duque de Aliaga y Costellot; ⚭ María Engracia Abarca de Bolea y Pons de Mendoza, Tochter von Pedro Alcántara Buenaventura Abarca de Bolea y Bermúdez de Castro, 2. Duque de Almazán, keine Nachkommen
- Pedro de Alcántara Fadrique Fernández de Híjar y Abarca de Bolea (1741–1808), 9. Duque de Híjar, 9. Duque de Lécera, Conde-Duque de Aliaga y Costellot, 5. Duque de Bournonville, 4. Duque de Almazán; ⚭ Rafaela de Palafox Guzmán Centurión y Guzmán, Tochter von Joaquín Felipe Antonio de Palafox y Centurión 6. Marqués de Ariza,
- Agustín Pedro de Silva y Palafox, dessen Sohn, 6. Duque de Bournonville, 10. Duque de Híjar, 10. Duque de Lécera, 10. Conde-Duque de Aliaga y Costellot, 6. Duque de Almazán; ⚭ María Ferdinanda FitzJames Stuart y Stolberg, Tochter von Carlos Bernardo Pascual Jenaro Stuart Fitzjames y Silva, 11. Marqués de la Jamaica, 4. Duque de Berwick, 4. Duque de Liria y Xérica, 11. Duque de Veragua, 10. Duque de la Vega de la Isla de Santo Domingo,
- Francisca Javiera de Silva y FitzJames Stuart († 1818), dessen Tochter, 11. Duquesa de Híjar, 11. Condesa-Duquesa de Aliaga, 11. Duquesa de Lécera, 7. Duquesa de Almazán
- José Rafael de Silva Fernández de Híjar Portugal y Palafox (1776–1863), Bruder Agustíns, 12. Duque de Híjar, 12. Conde-Duque de Aliaga, 12. Duque de Lécera, 7. Duque de Almazán, Duque de Bournonville; ⚭ Juana Nepomucena Fernández de Córdoba Villarroel Spínola de la Cerda, 8. Condesa de Salvatierra, Tochter von José Fernández de Córdoba Sarmiento de Sotomayor, 7. Conde de Salvatierra
- Cayetano de Silva y Fernández de Córdoba († 1865), dessen Sohn, 13. Duque de Híjar,14. Duque de Lécera, 10. Duque de Almazán, Duque de Bournonville; ⚭ María de la Soledad Bernuy y Valda, Tochter von Francisco de Paula de Bernuy y Valda
- Agustín de Silva y Bernuy († 1842), 1865 14. Duque de Híjar, Duque de Lécera, 10. Duque de Bournonville; ⚭ Luisa Ramona Fernández de Córdoba y Vera de Aragón, Tochter von Francisco de Paula IV Fernández de Córdoba y Lasso de la Vega, 19. Conde de la Puebla del Maestre
- Alfonso de Silva y Campbell (* 1848), Bruder Cayetanos, 15. Duque de Híjar, 14. Duque de Aliaga; ⚭ María del Dulce Nombre Fernández de Córdoba y Pérez de Barradas, Tochter von Luis Antonio Tomás de Villanueva Fernández de Córdoba Figueroa y Ponce de León, 15. Duque de Medinaceli
- Alfonso de Silva y Fernández de Córdoba (1877–1955), dessen Sohn, 15. Duque de Aliaga, 16. Duque de Híjar; ⚭ María del Rosario Gurtubay y González de Castejón, Tochter von Juan Gurtubay y Meaza,
- María del Rosario de Silva y Gurtubay (1878–1953), Duquesa de Aliaga, 17. Duquesa de Híjar; ⚭ Jacobo María del Pilar Carlos Manuel FitzJames Stuart y Falcó, 17. Duque de Alba de Tormes
- María del Rosario Cayetana FitzJames Stuart y Silva (1926–2014), 18. Duquesa de Alba de Tormes, 18. Duquesa de Híjar; ⚭ I Luis Martínez de Irujo y Artázcoz; ⚭ II Jesús Aguirre y Ortiz de Zárate; ⚭ Alfonso Diez; sechs Kinder aus erster Ehe[1][2]